# فيليكس كيرنان
فيليكس كيرنان (بالإنجليزية: Felix Kiernan)‏ (18 أبريل 1929 - ) هو مدرب كرة قدم ولاعب كرة قدم بريطاني في مركز مهاجم داخلي. لعب مع نادي دمبرتون ونادي ستنهاوسموير ونادي ألبيون روفرز.